# Рајт Флајер
Рајт Флајер (енгл. Wright Flyer; такође познат и као Флајер I) био је први успешан авион тежи од ваздуха. Дизајнирали и конструисали су га браћа Рајт, који су летели њиме четири пута 17. децембра 1903. године у близини Кил Девил Хилса, око 6 километара јужно од Кити Хока (Северна Каролина). Авион је данас изложен у Националном музеју авијације и астронаутике у Вашингтону. Амерички Смитсоновски институт описује авион као „прву машину са снагом, тежом од ваздуха која је постигла контролисан, одржив лет са пилотом.” Лет Рајт Флајера означава почетак „пионирске ере” ваздухопловства.

## Дизајн и конструкција
Флајер је био заснован на искуству браће Рајт у тестирању једрилица код Кити Хока, Северна Каролина између 1900. и 1902. године. Њихова последња једрилица, Глајдер 1902, директно је довела до дизајна Рајт Флајера.
Браћа Рајт су изградили авион 1903. године користећи дрво ситканске смрче као свој грађевински материјал. Крила су дизајнирана са отвором 1 у 20. Пошто нису могли да пронађу одговарајући аутомобилски мотор за тај задатак, задужили су свог запосленог Чарлија Тејлора да од нуле изгради нови дизајн, лагани бензински мотор од 12 коњских снага. Ланчани пренос зубаца, позајмљен од технологије бицикла, покретао је двоструке елисе, које су такође направљене ручно. Да би се избегао ризик да ефекти обртног момента утичу на управљање авионом, један погонски ланац је био укрштен тако да су се елисе ротирале у супротним смеровима.
Према Тејлору, „Они су рачунали на четири цилиндра и проценили проврт и удар на четири инча. Требало ми је шест недеља да направим тај мотор. Довршени мотор је тежио 180 килограма и развијао 12 коњских снага при 1025 обртаја у минути... Тело првог мотора било је од ливеног алуминијума и било је избушено на стругу за независне цилиндре. Клипови су били од ливеног гвожђа, били су окренути надоле и ужлебљени за клипне прстенове. Прстенови су такође били од ливеног гвожђа. Резервоар за гориво од једног галона је био обешен на крилни подупирач, а бензин је гравитационо доведен низ цев до мотора. Вентил за гориво је био обичан бензински вентил. Није било карбуратора каквог познајемо данас. Гориво је доведено у плитку комору у разводник. Нема свећица. Искра је настала отварањем и затварањем две контактне тачке унутар коморе за сагоревање. Суве батерије су коришћене за покретање мотора, а затим смо прешли на магнето купљен од компаније Дејтон. Није било батерије на авиону. Тестирали смо мотор пре него што смо га упаковали за испоруку у Кити Хок.”
Пропелери дугачки 2,6 метара засновани су према подацима аеропрофила 9 из њиховог ваздушних тунела, који су пружали најбољи „клизни угао” за различите нападне углове. Пропелери су повезани са мотором ланцима компаније Индијанаполис Чејн, са смањењем зупчаника за 23 до 8. Вилбур је израчунао да се лопатице које се спорије окрећу стварају већи потисак, а да су две оштрице боље од једне која се окреће брже. Направљене од три ламината смрче, врхови су били прекривени паткиним платном, а цео пропелер обојен бојом од алуминијума.
Браћа су 5. новембра 1903. тестирала свој мотор на Рајт Флајеру у Кити Хоку. Међутим, пре него што су успели да подесе мотор, капе пропелера су се олабавиле. Погонска вратила су послата назад у Дејтон на поправку и враћена су 20. новембра. Међутим, у једној од осовина пропелера откривена је танка пукотина. Орвил се вратио у Дејтон 30. новембра како би направио нове опружне челичне осовине. Браћа су 12. децембра инсталирала нова вратила на Рајт Флајер и тестирала их на свом систему за лансирање од 18 метара који је укључивао колица за покретање на точковима. Према Орвилу, „Ми смо дизајнирали наше пропелере да дају потисак од 41 килограм при брзини од 330 обртаја у минути, пошто смо мислили да ће то бити потребна количина за машину тешку 290 килограма.” У практичним тестовима, међутим, успели су да постигну 351 обртај елисе по минуту, са потиском од 60 килограма, што је више него довољно за њихов Флајер од 320 килограма.
Рајт Флајер је био двокрилна конфигурација канарда, са распоном крила од 12,29 метара, нагибом од 1-20, површином крила од 47 квадратних метара и дужином од 6,43 метара. Десно крило било је 10 центиметара дуже јер је мотор био 14 до 18 килограма тежи од Орвила или Вилбура. Без пилота, машина је тежила 274 килограма. Као и код једрилица, пилот је летео потрбушке на доњем крилу са главом према предњем делу ваздухоплова у покушају да смањи отпор. Пилот је био лево од центра, док је мотор био десно од центра. Управљао је померајући колевку за кукове у правцу у којем је желео да лети. Колевка је вукла жице како би искривила крила и истовремено окренула крмило за координисани лет. Пилот је левом руком управљао ручицом за узгон, док је десном држао подупирач. „Полетно-слетна стаза” Рајт Флајера била је дрвена стаза, дужине 18 метара. Клизачи Рајт Флајера почивали су на колицима за лансирање, која су се састојала од даске дуге 1,8 метара, са дрвеним делом на точковима. Два тандем куглична лежаја направљена су од капа за бицикле. Зауставна жица држала је авион назад, док су мотори радили и пропелери се окретали, све док пилот није био спреман за ослобађање.
Рајт Флајер је имао три инструмента на себи. Регистратор броја обртаја мотора измерио је број обртања елисе. Штоперица је бележила време лета, док је ручни анемометар, причвршћен на предњи централни подупирач, бележио пређену удаљеност у метрима.

## Пробни летови у Кити Хоку
По повратку у Кити Хок 1903. године, браћа Рајт су завршила монтажу Флајера док су вежбали на Глајдеру 1902 из претходне сезоне. Дана 14. децембра 1903. сматрали су да су спремни за свој први покушај лета са погоном. Уз помоћ људи са оближње владине станице за спасавање, браћа Рајт су преместила Флајер и његову лансирну шину на нагиб оближње пешчане дине Биг Кил Девил Хил, намеравајући да полете уз помоћ гравитације. Браћа су бацила новчић да одлуче ко ће имати прву прилику за пилотирање, и Вилбур је победио. Авион је напустио шину, али Вилбур се сувише оштро повукао, застао и пао након што је прешао 32 метара за 31⁄2 секунде, без много оштећења.
Поправке након неуспешног првог лета трајале су три дана. Када су 17. децембра поново били спремни, ветар се у просеку кретао више од 32 km/h, па су браћа положила лансирну шину на равно тло, уперено у правцу ветра, у близини њиховог кампа. Овај пут је ветар, уместо нагнутог лансирања, обезбедио неопходну брзину ваздуха за полетање. Пошто је Вилбур већ имао прву прилику, Орвил је дошао на ред за контролу. Његов први лет трајао је 12 секунди на укупној удаљености од 37 метара − што је краће од распона крила Боинга 747, како су запазили посматрачи у обележавању првог лета 2003. године.
Смењујући се, браћа Рајт су тог дана направили четири кратка лета на малој висини. Све руте лета су у суштини биле равне; скретања нису покушана. Сваки лет се завршавао неравним и ненамерним „слетањем”. Последњи лет, који је извео Вилбур, био је 260 метара за 59 секунди, много дуже од сваког од три претходна лета од 37, 53 и 61 метара за 12, 12 и 15 секунди. При слетању четвртог лета поломљени су предњи носачи елеватора, за које су се браћа Рајт надала да ће их поправити за могући лет од 6 километара до села Кити Хок. Убрзо након тога, снажан налет подигао је Флајер и преврнуо га с краја на крај, оштетивши га изван сваке наде за брзу поправку. Никада више није летело.
Године 1904, браћа Рајт су наставила са усавршавањем својих дизајна и техника пилотирања како би постигли потпуно контролисан лет. Велики напредак ка том циљу постигнут је новим Флајером исте године, а још одлучније 1905. године трећим Флајером, у којем је Вилбур 5. октобра направио непрекидни лет у трајању од 39 минута и прешао 39 километара. Док је Рајт Флајер из 1903. био очигледно историјски важно тест возило, његов славни статус у америчкој машти замрачен је улогом његова два наследника у континуираном развоју који је довео до тога да браћа Рајт овладају контролисаним летом на моторни погон 1905. године.

## Утицај
Авиони типа Флајер први су постигли контролисани лет тежи од ваздуха, али неке од механичких техника које су браћа Рајт користила за то нису биле утицајне за развој ваздухопловства у целини, иако су њихова теоријска достигнућа била. Дизајн Флајера је зависио од искривљавања крила којим је управљала подлога за кук пилота, и „канард” за контролу висине, карактеристике које се нису могле скалирати и које су учиниле да се авион тешко контролише. Међутим, пионирска употреба „контроле котрљања” окретањем крила ради промене угла врха крила у односу на ваздушни ток директно је довела до практичније употребе крилца од њихових имитатора, попут Глена Кертиса и Хенрија Фармана. Оригинални концепт истовремене координисане контроле котрљања и скретања (отклон задњег крмила), који су открили 1902. године, усавршили 1903−1905, а патентирали 1906. године, представља решење за контролисани лет и данас се користи практично на свим авионима са фиксним крилима. Патент је укључивао употребу шаркираних, а не искривљених површина за предњи елеватор и задње крмило. Друге карактеристике које су Флајер учиниле успешним биле су високо ефикасна крила и пропелери, који су резултат рестриктивних тестова у ваздушним тунелима компаније браће Рајт и максимално искоришћење граничне снаге коју су испоручивали њихови рани мотори; мале брзине летења (па самим тим и преживеле несреће); и инкрементални приступ тестирању/развоју. Будућност дизајна авиона, међутим, лежала је са крутим крилима, крилцима и задњим контролним површинама. Британски патент из 1868. за технологију крилаца очигледно је био потпуно заборављен до почетка 20. века.
Након једне изјаве новинарима у јануару 1904. и неуспелих јавних демонстрација у мају, браћа Рајт нису објавили своје напоре, а новинари су мислили да су други авијатичари који су радили на проблему лета (посебно Алберто Сантос-Думон), остали у великом заостатку. Након демонстрационог лета у Француској 8. августа 1908. прихваћени су као пионири и добили су опсежно медијско праћење.
Питање контроле патената је исправно схваћено као критично, и браћа Рајт су стекла широки амерички патент, чији је циљ био да им се да власништво над основном аеродинамичком контролом. Ово се водило и на америчким и на европским судовима. Европски дизајнери, међутим, били су мало погођени судским споровима и наставили су сопствени развој. Правна борба у САД, међутим, имала је снажан утицај на америчку авионску индустрију у настајању, па чак и до уласка Америке у Први светски рат, 1917. године, САД нису имале одговарајуће војне авионе и морале су да купе француске и британске моделе.

### Стабилност
Рајт Флајер је замишљен као контролни канард, јер су се браћа Рајт више бринула о контроли него о стабилности. Међутим, утврђено је да је толико нестабилан да се једва могао контролисати. Током летачких тестова близу Дејтона, браћа Рајт су додала баласт у нос авиона како би померили центар гравитације напред и смањили нестабилност нагиба. Међутим, основе стабилности конфигурације канарда нису биле разумљиве браћи Рајт. Ф.Е.Ц. Кулик је изјавио: „Заостало стање опште теорије и разумевање механике летења их је омело... Заиста, најозбиљнији јаз у њиховом знању вероватно је био основни разлог њихове несвесне грешке у одабиру њихове конфигурације канарда.”
Према Комбсу, „Дизајн браће Рајт укључује уравнотежени предњи елеватор... покретну површину која се протеже на једнакој удаљености с обе стране шарки или осовине закретања, за разлику од конфигурације у трагу... која би имала побољшана контрола у лету.” Орвил је писао о елеватору који су браћа назвала „предње крмило”, „Нашао сам да је управљање предњим кормилом прилично тешко због тога што је избалансирано превише близу центра и самим тим имало тенденцију да се окреће када се покрене тако да се кормило окреће предалеко са једне, а затим предалеко с друге стране.” Стога су ови рани летови патили од прекомерне контроле.

## После Кити Хока
Браћа Рајт су се вратили кући у Дејтон за Божић након летова у Кити Хоку. Иако су напустили друге једрилице, схватили су историјски значај Флајера. Они су тешко оштећени авион отпремили назад у Дејтон, где је остао складиштен у сандуцима иза шупе компаније Рајт девет година. Велика дејтонска поплава у марту 1913. прекрила је Флајер блатом и водом током 11 дана.
Чарли Тејлор наводи у чланку из 1948. године да је Флајер скоро уништен од стране браће Рајт. Почетком 1912. Рои Кнабеншу, менаџер изложбеног тима браће Рајт, разговарао је са Вилбуром и питао га шта планирају да ураде са Флајером. Вилбур је рекао да ће га највероватније спалити, пошто су имали машину из 1904. године. Према Тејлору, Кнабеншу је наговорио Вилбура да одбаци машину у историјске сврхе.
Године 1910, браћа Рајт су први пут покушали да изложе Флајер у Смитсоновском институту, али су преговори пропали са насталим тужбама против Глена Кертиса, а Флајер је можда био потребан као доказ у судским случајевима. Вилбур је умро 1912. године, а 1916. године, како су се борбе око патената завршавале, Орвил је извадио Флајер из складишта и припремио га за излагање на Технолошком институту у Масачусетсу. Заменио је делове покривача крила, подупираче и кућиште радилице мотора, радилицу и замајац. Радилица, вратило и замашњак оригиналног мотора послати су у Аеро Клуб Америке у Њујорку на изложбу 1906. године и никада нису враћени. Заменско кућиште радилице, вратило и замашњак потичу од експерименталног мотора којег је Чарли Тејлор направио 1904. године и коришћен за тестирање у продавници бицикала. Реплика кућишта радилице Флајера изложена је у центру за посетиоце у Националном меморијалном центру браће Рајт.

### Расправа са Смитсоновским институтом
Смитсоновски институт, а првенствено тадашњи секретар Чарлс Волкот, одбио је да ода признање браћи Рајт за први контролисани лет авиона са погоном. Уместо тога, одали су почаст бившем смитсоновском секретару Семјуелу Ленглију, чији тестови на његовом сопственом аеродрому на Потомаку 1903. нису били успешни. Волкот је био Ленглијев пријатељ и желео је да види Ленглијево место у историји ваздухопловства. Године 1914. Глен Кертис је исцрпео жалбени поступак у правној борби за потврду патента са браћом Рајт. Кертис је покушао да докаже Ленглијеву машину, која није успела на пилот-тестирању девет дана пре успешног лета браће Рајт 1903. године, способну за контролисани, пилотирани лет у покушају да поништи свеобухватне патенте браће Рајт.
Аеродром је уклоњен са изложбе на институту и припремљен за лет на језеру Кјука у Њујорку. Кертис је назвао припреме „рестаурацијом” тврдећи да су једини додатак дизајну били понтони који подржавају тестирање на језеру, али су их критичари, укључујући и патентног заступника Грифита Бруера, назвали изменама оригиналног дизајна. Кертис је летео на модификованом аеродрому скачући неколико стопа од површине језера не више од 5 секунди одједном.
Између 1916. и 1928. Рајт Флајер је неколико пута припреман и састављан за изложбу под надзором механичара браће Рајт, Џима Џејкобса. Накратко је био изложен на Технолошком институту у Масачусетсу 1916, аеро-емисијама у Њујорку 1917. и 1919, Друштву аутомобилских инжењера који су се састали у Дејтону, Охајо 1918. и Националним ваздушним тркама у Дејтону 1924. године.
Године 1925, Орвил је покушао да убеди Смитсоновски институт да призна његово и Вилбурово достигнуће, нудећи да се Флајер пошаље у Музеј науке у Лондону. Ова акција није имала жељени ефекат, а Флајер је изложен у лондонском музеју 1928. године. Остао је тамо на „почасном месту”, осим током Другог светског рата када је премештен у подземно складиште 160 километара од Лондона, у близини села Коршам.
Године 1942, Смитсоновски институт, под новим секретаром, Чарлсом Аботом, објавио је листу од 35 Кертисових модификација Аеродрома и повлачење његових дуготрајних потраживања за ваздухоплов. Абот је даље навео четири жаљења, укључујући улогу коју је Институт одиграо у пружању подршке неуспешним тужбама у парницама од стране браће Рајт, дезинформације о изменама на Аеродрому након првог лета Рајт Флајера, и јавне изјаве приписујући „први авион способан за одрживи слободни лет” секретару Ленглију. Упис у Годишњи извештај института за 1942. годину почиње изјавом „Свуда се признаје да су браћа Рајт прва извршила континуиране летове у машини тежој од ваздуха у Кити Хоку, Северна Каролина, 17. децембра 1903. године” и затвара се обећањем да ће „Ако др Рајт одлучи да депонује авион... бити додељено највише почасно место које му припада”.
Нити Смитсоновски институт или његови наследници, нити било који музеј или друга агенција, биро или установа коју за Сједињене Државе води Смитсоновски институт или његови наследници неће објавити или дозволити да се прикаже изјава или ознака у вези са било којим моделом или дизајном авиона ранијег датума од авиона браће Рајт из 1903. године, тврдећи да је у ствари такав авион био у стању да носи човека под сопственом снагом у контролисаном лету.
Истраживачи који промовишу достигнућа пионира авијатичара Густава Вајтхеда коментарисали су да овај споразум чини институт неспособним да доноси правилно непристрасне академске одлуке које се тичу било каквих претходних тврдњи о „првом лету”.
Године 1948, службено је извршена примопредаја Рајт Флајера америчком цивилном ваздушном аташеу на церемонији којој су присуствовали представници различитих летачких организација у Великој Британији и неки британски пионири ваздухопловства, попут сер Алиота Вердон-Роуа.  Касније током 1948, Флајер је враћен у Сједињене Државе на броду Мауританија. Када је брод пристао у Халифакс у Новој Шкотској, Пол Е. Гарбер из Смитсоновског националног музеја авијације сачекао је авион и преузео команду над поступком. Остатак путовања до Вашингтона настављен је камионом са равном платформом. Док је био у Халифаксу, Гарбер је упознао Џона А. Д. Макардија, у то време вицегувернера Нове Шкотске. Макарди је као младић био члан Удружења ваздушних експеримената, Александра Грејама Бела, које је укључивало Глена Кертиса, а касније и славног пилота. Током боравка у Халифаксу, Гарбер и Макарди су се присетили дана пионирске авијације и браће Рајт. Макарди је такође понудио Гарберу сваку помоћ која му је била потребна да доведе Флајер кући.

### У Смитсоновском институту
Рајт Флајер је изложен у згради Уметности и индустрије Смитсоновског института 17. децембра 1948. године, 45 година након првог лета. Орвил ово није доживео, јер је умро у јануару те године. Године 1976. премештен је у Галерију миљоказа у новом Националном музеју авијације и астронаутике. Од 2003. године налази се на посебној изложби у музеју под називом „Браћа Рајт и проналазак ваздушног доба”, у част браће Рајт у знак признања 100. годишњице њиховог првог лета.

#### Рестаурација 1985.
Године 1981. започела је дискусија о потреби да се Рајт Флајер обнови од старења које је претрпео након многих изложених деценија. Током свечаности поводом прославе 78. годишњице првих летова, госпођа Харолда С. Милера (Ивонет Рајт, Лоринина ћерка), једна од нећака браће Рајт, поклонила је Музеју оригинални омот једног крила летача, који је добила у наследству од Орвила. Изразила је жељу да авион буде обновљен.
Тканина која је тада покривена на авиону, а која је дошла након рестаурације 1927. године, била је обојена и исфлекана мрљама од воде. Метални затварачи који држе крила заједно су почели да кородирају, прљајући оближњу тканину.
Радови су започели 1985. године. Рестаурацију је надгледао виши кустос Роберт Микеш, а помагао му је стручњак за браћу Рајт, Том Крауч. Директор музеја, Волтер Џ. Бојн, одлучио је да изведе рестаурацију пред очима јавности.
Дрвени оквир је очишћен и уклоњена је корозија на металним деловима. Покривач је био једини део авиона који је замењен. Нова облога била је тачнија у односу на оригинал од рестаурације 1927. године. Да би очували оригиналну боју на мотору, рестауратори су је премазали инертним воском пре наношења новог слоја боје.
Ефекти обнове 1985. године требало би да трају 75 година (до 2060. године) пре него што ће бити потребна друга обнова.

## Репродукције
Бројни појединци и групе покушали су да конструишу репродукције Рајт Флајера у демонстрационе или научне сврхе.
Године 1978, 23-годишњи Кен Келет направио је реплику Рајт Флајера у Колораду и летео у Кити Хоку на 75. и 80. годишњицу првог лета тамо. Изградња је трајала годину дана и коштала је 3.000 долара.
Како се приближавала 100. годишњица 17. децембра 2003. године, америчка Комисија за стогодишњицу лета, заједно са другим организацијама, отворила је понуде компанијама за рекреацију оригиналног лета. Рајт искуство, предвођен Кеном Хајдом, победило је на тендеру и мукотрпно реконструисало репродукције оригиналног Рајт Флајера, плус многе прототипне једрилице и змајеве, као и неколико наредних авиона браће Рајт. Завршена репродукција Флајера допремљена је у Кити Хок, а пилот Кевин Кохерсбергер је покушао да рекреира оригинални лет у 10:35 сати 17. децембра 2003. године, на равном терену близу дна брда Кил Девил Хил. Иако је авион претходно обавио неколико успешних пробних летова, лоше време, киша и слаб ветар спречили су успешан лет на датум годишњице. Хајдова репродукција изложена је у Хенри Форд музеју у Дирборну, Мичиген.
Одељење у Лос Анђелесу Америчког института за аеронаутику и астронаутику изградило је реплику Рајт Флајера из 1903. између 1979. и 1993. године, користећи планове оригиналног Рајт Флајера које је објавио Смитсоновски институт 1950. године. Саграђена пре 100. годишњице првог лета браће Рајт, реплика је била намењена испитивању ваздушних тунела како би се обезбедила историјски тачна аеродинамичка база података о дизајну Рајт Флајера. Авион је изложен у Мартовском музеју ваздушног саобраћаја у Риверсајду у Калифорнији. Бројне репродукције које не лете изложене су широм Сједињених Држава и широм света, па је ово можда појединачни авион са највише репродукција из „пионирског доба” у историји, који се може мерити бројем примерака − од којих су неки пловидбени − Блерија XI из 1909. године.
- Реплика Рајт Флајера у Америчком институту за аеронаутику и астронаутику.
- Реплика Рајт Флајера у Музеју Хенри Форд.
- Реплика Рајт Флајера у Музеју граница летења.
- Реплика Рајт Флајера у Лајсдејл историјском хангару.
- Реплика Рајт Флајера у Џеџу музеју ваздухопловства.

## Артефакти
Године 1969, делови оригиналне тканине и дрвета Рајт Флајера путовали су на Месец и његову површину у комплету за личне преференције Нила Армстронга на броду мисије Аполо 11, а затим назад на Земљу у командном модулу Колумбија. Овај артефакт је изложен у центру за посетиоце у Националном меморијалном музеју браће Рајт у Кити Хоку, Северна Каролина.
Године 1986, одвојени делови оригиналног дрвета и тканине узео је астронаут из Северне Каролине, Мајкл Смит, на спејс-шатлу Чаленџер током мисије СТС-51-Л, који је уништени убрзо након полетања. Делови дрвета и тканине пронађени су у олупини шатла и изложени су у Историјском музеју Северне Каролине.
Мали комад крилне тканине Рајт Флајера причвршћен је за кабл испод соларне плоче хеликоптера Инџинуити, који је постао прво возило које је извршило контролисани атмосферски лет на Марсу 19. априла 2021. године. Пре него што је кренуо на даље истраживање и тестирање, прва база Инџинуитија на Марсу названа је Поље браће Рајт.
- Дрво и тканина Рајт Флајера које је Нил Армстронг на Месец 1969. године одвезао током мисије Аполо 11.
- Дрво и тканина Рајт Флајера укрцани на спејс-шатл Чаленџер 1986, за лет СТС-51-Л, који је експлодирао убрзо након полетања.
- Комад крилне тканине Рајт Флајера причвршћен је за хеликоптер Инџинуити, први ваздухоплов са погоном који је летео на Марсу.

## Спецификације

### Опште карактеристике
- Посада: 1
- Дужина: 6,43 m
- Распон крила: 12,29 m
- Висина: 2,74 m
- Површина крила: 47 m²
- Маса празног авиона: 274 kg
- Маса при полетању: 338 kg

### Перформансе
- Максимална брзина: 48 km/h
- Плафон лета: 9,1 m
- Оптерећење крила: 6,4 kg/m²
- Специфична снага: 15 W/kg